# Distretto di Tarso
Il distretto di Tarso (in turco Tarsus ilçesi) è uno dei distretti della provincia di Mersin, in Turchia.